# Billy-sur-Ourcq
Billy-sur-Ourcq település Franciaországban, Aisne megyében. Lakosainak száma 195 fő (2022. január 1.). Billy-sur-Ourcq Chouy, Oulchy-la-Ville, Rozet-Saint-Albin és Saint-Rémy-Blanzy községekkel határos.

## Népesség
A település népességének változása:
| Lakosok száma | 205  | 201  | 208  | 220  | 214  | 215  | 213  | 207  | 203  | 195  |
|               | 1968 | 1982 | 1990 | 2006 | 2013 | 2015 | 2017 | 2019 | 2020 | 2022 |